# July 22nd Movement
Die July 22nd Movement (deutsch Bewegung des 22. Juli) war eine Jugendorganisation und Massenorganisation im westafrikanischen Staat Gambia.
Sie wurde als Teil des nationalen Programm der politischen Bildung und Entwicklung im Juli 1995, mit zahlreichen Niederlassungen in ganz Gambia, von der Armed Forces Provisional Ruling Council (AFPRC) gegründet. Die Organisation entwickelte sich zu Zugpferd um den Junta-Führer und Präsidentschaftskandidat Yahya Jammeh bei der Präsidentschaftswahl 1996 zu promoten.
Ihr erster Vorsitzender war bis 1997 Tamsir Jallow, er übernahm dann im Parlament die Funktion des Mehrheitsführers (englisch Majority Leader). Baba Jobe führte die Jugendabteilung der Alliance for Patriotic Reorientation and Construction (APRC) als Leiter fort.
Formell wurde die July 22nd Movement im Oktober 1999 aufgelöst, weil sie zunehmend als Bedrohung für Jammeh und seine Regierung angesehen wurde. Elemente dieser Bewegung, die im Volksmund als die ‚Green Boys‘ (deutsch Grüne Jungs; nimmt Bezug auf die grüne Parteifarbe der APRC) bezeichnet werden, sind weiterhin in einer ähnlichen Weise aktiv.